# Mus neavei
Mus neavei är en däggdjursart som först beskrevs av Thomas 1910.  Mus neavei ingår i släktet Mus och familjen råttdjur. IUCN kategoriserar arten globalt som otillräckligt studerad. Inga underarter finns listade i Catalogue of Life.
Denna gnagare blir 5,8 till 10,6 cm lång (huvud och bål) och har en 3,3 till 4,4 cm lång svans. Bakfötterna är 1,2 till 1,4 cm långa och öronen är 1,0 till 1,2 cm stora. Viktuppgifter saknas. Pälsen på ovansidan har samma färg som hos en rådjursunge eller ockra. På ryggens topp är den särskild mörk till svartaktig. Det finns en tydlig gräns mot den vita undersidan. De gråa öronen är ganska stora jämförd med huvudet.
Arten är bara känd från två områden i södra Zambia respektive nordöstra Sydafrika. Habitatet utgörs av savanner och av klippiga regioner med ett grästäcke. Denna mus förväxlas ofta med Mus minutoides.